# شپرتال
شپرتال (به آلمانی: Spreetal) یک شهر در آلمان است که در باوتسن واقع شده‌است. شپرتال ۲٬۲۲۳ نفر جمعیت دارد.